# Ctiloceras
Ctiloceras is een geslacht van weekdieren uit de klasse van de Gastropoda (slakken).

## Soorten
- Ctiloceras bicarinatum Iredale & Laseron, 1957
- Ctiloceras clathratum Hedley, 1902
- Ctiloceras cyclicum (Watson, 1886)
- Ctiloceras striatum Hedley, 1902
- Ctiloceras variciferum Iredale & Laseron, 1957